# Nationalparks und Schutzgebiete in Malaysia
Diese Liste beinhaltet die Nationalparks und Schutzgebiete in Malaysia.

## Nationalparks und Schutzgebiete auf der Malaiischen Halbinsel
Diese werden alle verwaltet von der Bundesbehörde Department of Wildlife and National Parks Peninsular Malaysia (PERHILITAN). Stand 2012 waren es folgende:
- Belum Temenggor
- Taman Negara (Malaysischer Nationalpark), bestehend aus den drei Nationalparks der Bundesstaaten Pahang, Kelantan und Terengganu
- Nationalpark Pulau Penang (Taman Negara Pulau Pinang)
- Nationalpark Endau-Rompin
- Feuchtbiotop Paya Indah, Selangor
- Ramsar-Feuchtgebiet Tasek Bera, Pahang
- Vogelschutzgebiet Kuala Gula
- Meeresschutzgebiet Pulau Redang (Pulau Rendang Marine Park)[1]
- Naturschutzgebiet Krau, Pahang
- Naturschutzgebiet Pahang Tua, Pahang
- Naturschutzgebiet Bukit Fraser, Pahang
- Naturschutzgebiet Sungkai, Perak
- Naturschutzgebiet Chior, Perak
- Naturschutzgebiet Batu Gajah, Perak
- Naturschutzgebiet Sungai Dusun, Selangor
- Naturschutzgebiet Bukit Kutu, Selangor
- Naturschutzgebiet Bukit Sungai Puteh, Kuala Lumpur / Selangor
- Naturschutzgebiet Bukit Nanas, Kuala Lumpur
- Naturschutzgebiet Kelab Golf Di Raja Selangor, Kuala Lumpur
- Naturschutzgebiet Klang Gate, Selangor
- Naturschutzgebiet Tanjung Tuan, Melaka
- Four Bird Island, Port Dickson, Negeri Sembilan
- Naturschutzgebiet Pulau Tioman

## Nationalparks und Schutzgebiete in Sabah
Die Nationalparks werden von der Bundesbehörde Sabah Parks verwaltet.
- Nationalpark Kinabalu: Hauptattraktion dieses Parks ist der höchste Berg Südostasiens.
- Nationalpark Crocker Range (Taman Banjaran Crocker)
- Nationalpark Tawau Hills (Taman Bukit Tawau)
- Meeresschutzgebiet "Tunku Abdul Rahman"
- Meeresschutzgebiet Pulau Tiga
- Meeresschutzgebiet Turtle Island (Taman Pulau Penyu): Strand, an dem Riesenschildkröten ihre Eier ablegen.
- Meeresschutzgebiet "Tun Sakaran Marine Park"
- Pulau Sipadan Park
- Sepilok Rehabilitation Centre: Auswilderungsstation für Orang-Utans.
- Tabin-Wildreservat
- Kulamba-Wildreservat
- Sungai-Kinabatangan-Wildreservat
- Schutzgebiet Lembah Danum

## Nationalparks und Schutzgebiete in Sarawak
Diese werden alle von der Bundesbehörde Sarawak Forestry Corporation verwaltet. Ende November 2020 gab es 47 Nationalparks und 20 sonstige Naturschutzgebiete. Stand 2012 waren es folgende:
- Bako Nationalpark
- Gunung Gading Nationalpark
- Kubah Nationalpark
- Tanjung Datu Nationalpark
- Talang Satang Nationalpark
- Feuchtbiotop Kuching
- Batang Ai Nationalpark
- Maludam Nationalpark
- Similajau Nationalpark
- Bukit Tiban Nationalpark
- Gunung Mulu Nationalpark
- Niah Nationalpark
- Lambir Nationalpark
- Loagan Bunut Nationalpark
- Usun Apau Nationalpark
- Gunung Buda Nationalpark
- Pulong Tau Nationalpark
- Rajang Mangrove Nationalpark
- Wind Cave Naturreservat
- Sama Jaya Naturreservat
- Semenggoh Naturreservat
- Bukit Hitam Naturreservat
- Bukit Sembiling Naturreservat
- Samunsam Naturschutzgebiet
- Pulau Tukong Ara Tukong Schutzgebiet
- Lanjau Entimau Naturschutzgebiet
- Sibutu Vogelschutzgebiet